# Kabinett Depretis V
Das Kabinett Depretis V regierte das Königreich Italien vom 25. Mai 1883 bis zum 30. März 1884. Ministerpräsident war erneut Agostino Depretis, der bereits das Vorgängerkabinett Depretis IV anführte. 
Das Kabinett Depretis V war das 22. Kabinett des Königreiches. Es war 10 Monate und 5 Tage im Amt und wurde von den moderaten Flügeln der Historischen Linken (italienisch Sinistra storica) und Historischen Rechten (Destra storica) gestützt. Die fünfte von Depretis angeführte Regierung leitete formell die sogenannte Phase des Trasformismo ein. Nachdem bei einigen parlamentarischen Abstimmungen die Zustimmung des Parlaments zunehmend schwand, reichte Depretis seinen Rücktritt ein. König Umberto I. beauftragte ihn darauf erneut mit der Regierungsbildung, so dass er wenig später das Kabinett Depretis VI präsentierte.

## Minister

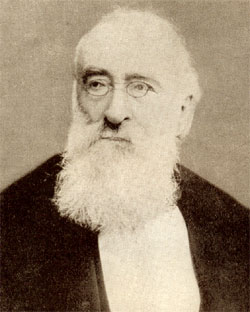
Agostino Depretis

| Ministerien                          | Name                                                                                   |
| ------------------------------------ | -------------------------------------------------------------------------------------- |
| Ministerpräsident                    | Agostino Depretis                                                                      |
| Äußeres                              | Pasquale Stanislao Mancini                                                             |
| Inneres                              | Agostino Depretis                                                                      |
| Justiz und Kirchenangelegenheiten    | Bernardino Giannuzzi Savelli                                                           |
| Krieg                                | Emilio Ferrero                                                                         |
| Marine                               | Ferdinando Acton (bis 16. November 1883) Andrea Carlo Del Santo (ab 17. November 1883) |
| Finanzen                             | Agostino Magliani                                                                      |
| Schatz                               | Agostino Magliani (geschäftsführend)                                                   |
| Öffentliche Arbeiten                 | Francesco Genala                                                                       |
| Bildung                              | Guido Baccelli                                                                         |
| Landwirtschaft, Industrie und Handel | Domenico Berti                                                                         |